# 7. generalno poveljstvo (Avstro-Ogrska)
7. generalno poveljstvo (izvirno nemško 7. Generalkommando) je bil štab v moči korpusa avstro-ogrske kopenske vojske, ki je bil aktiven med prvo svetovno vojno.

## Zgodovina
Poveljstvo je obstajalo med aprilom in junijem 1918, ko je bilo preimenovano v 11. korpus.

## Poveljstvo
Poveljniki (Kommandanten)
- Hugo von Habermann: april - junij 1918

Načelniki štaba (Stabchefs)
- Friedrich Buley: april - junij 1918